# Albert W. Grant (Schiff)
Die USS Albert W. Grant (DD-649) war ein zur Fletcher-Klasse gehörender Zerstörer der United States Navy. Der Zerstörer wurde im Zweiten Weltkrieg im Pazifik eingesetzt. Während der Schlacht in der Surigao-Straße am 25. Oktober 1944 geriet das Schiff ins Kreuzfeuer zwischen amerikanischen und japanischen Schiffen. Dabei wurde die USS Albert W. Grant auch mehrfach von amerikanischen Granaten getroffen. 1946 wurde die USS Albert W. Grant außer Dienst gestellt und 1972 zum Abbruch verkauft.

## Namensgeber
Vizeadmiral Albert W. Grant (1856–1930) diente unter anderem während des Ersten Weltkriegs in der United States Navy.

## Technik

### Rumpf und Antrieb
Der Rumpf der USS Albert W. Grant war 114,73 m lang und 12,07 m breit. Der Tiefgang betrug 4,19 m, die Verdrängung 2.050 Standardtonnen (2.083 t). Der Antrieb des Schiffs erfolgte durch zwei Dampfturbinen von General Electric, der Dampf wurde in vier Kesseln von Babcock & Wilcox erzeugt. Die Wellenleistung betrug 60.000 hp (45 MW), die Höchstgeschwindigkeit lag bei 35 kn (65 km/h).

### Bewaffnung und Elektronik
Hauptbewaffnung des Zerstörers waren bei Indienststellung die fünf 5″-L/38-Mk.30-Einzeltürme. Dazu kamen diverse Flugabwehrkanonen, die im Laufe des Krieges immer weiter verstärkt wurde.
Die USS Albert W. Grant war mit Radar ausgerüstet. Am Mast über der Brücke waren ein SG- und ein SC-Radar montiert, mit denen Flugzeuge auf Entfernungen zwischen 15 und 30 Seemeilen und Schiffe in Entfernungen zwischen 10 und 22 Seemeilen geortet werden konnten. Zur Unterwasserortung war ein QC-Sonar eingebaut.

## Geschichte
Die USS Albert W. Grant wurde am 30. Dezember 1942 auf der Charleston Navy Yard auf Kiel gelegt und lief am 29. Mai 1943 vom Stapel. Taufpatin war die Enkelin des Namensgebers Nell Preston Grant. Am 24. November 1943 wurde der Zerstörer unter dem Kommando von Commander T. A. Nisewaner in Dienst gestellt. Nach der Indienststellung führte der Zerstörer Erprobungs- und Ausbildungsfahrten nach Bermuda durch. Die USS Albert W. Grant gehörte zur Destroyer Division (DesDiv) 112 des Destroyer Squadron (DesRon) 56.

### 1944
Am 29. Januar 1944 kehrte die Albert W. Grant in die Charleston Navy Yard zurück, wo kleinere Umbauten durchgeführt wurden. Nach Abschluss der Arbeiten fuhr sie nach Norfolk, Virginia. Sie lief am 13. Februar wieder aus, um die Hornet nach Hawaii zu eskortieren. Die Fahrt führte durch den Panamakanal und San Diego nach Pearl Harbor, wo die Schiffe am 4. März einliefen.
Einen Monat später nahm die USS Albert W. Grant Kurs auf Majuro, um dort der Task Force (TF) 58 für die Operation Reckless unterstellt zu werden. Während der Unternehmungen auf Neuguinea vom 21. bis 29. April diente sie als Vorposten, führte Patrouillen in Küstennähe durch und unterstützte die Landungen. Anschließend fuhr sie mit der Task Group (TG) 58.3 zu den Karolinen und gehörte zum Zerstörerschirm, der die Flugzeugträger während der Angriff auf Truk schützte. TG 58.3 fuhr am 2. Mai über Majuro nach Pearl Harbor. Dort lief TG 58.3 am 11. Mai 1945 ein.
Am 29. Mai verließ der Zerstörer Pearl Harbor und lief nach Eniwetok, das als Bereitstellungsraum für die Operation Forager diente. Die USS Albert W. Grant nahm am 11. Juni Kurs auf Saipan und setzte am 15. Juni ihre Artillerie zur Unterstützung der Landung ein. Im Juli beteiligte sie sich an der Landung auf Tinian. Sie verließ die Karolinen am 29. Juli und erreichte am 2. August Eniwetok. Nach einem kurzen Aufenthalt lief sie am 22. August nach Purvis Bay auf den Salomonen.
Als Teil der TG 32.5, die um das Schlachtschiff Tennessee und den Flugzeugträger Wasp gebildet wurde, nahm sie am 6. September Kurs auf die Palauinseln. Am 15. September 1944 begann die Landung auf Peleliu und am 17. September Landung auf Angaur, an denen TG 32.5 durch den Einsatz von Flugzeugen sowie der Schiffsartillerie vor und während der Landungen beteiligt war.
Am 29. September 1944 fuhr die USS Albert W. Grant nach Manus und von dort am 12. Oktober, zur TG 77.2 gehörend, Richtung Philippinen. Sie schützte am 17. Oktober den Schnellen Truppentransporter USS Crosby, während der Anlandung von Truppen auf Suluan im Golf von Leyte. Im Zeitraum vom 17. bis 24. Oktober war sie in der Anfangsphase der Schlacht um Leyte zur Feuerunterstützung eingesetzt.
Um die Invasion zu stoppen, näherte sich die japanische Flotte am 24. Oktober in drei Gruppen Leyte. Die USS Newcomb war Teil des Schirmes, der die TG 77.2 in der Straße von Surigao schützte. TG 77.2 sollte die aus zwei Schlachtschiffen, einem Schweren Kreuzer und vier Zerstörern bestehende 1. Kampfgruppe C unter dem Kommando von Vizeadmiral Shōji Nishimura abfangen. Die USS Albert W. Grant gehörte zusammen mit USS Newcomb und USS Richard P. Leary zur Group I des DesRon 56, die sich nördlich der an der linken Flanken vor der Insel Hibuson befindlichen Kreuzergruppe positionierte. Am 25. Oktober um 3:00 Uhr griffen die amerikanischen Schiffe den japanischen Verband an. DesRon 56 stieß durch die Linie der Kreuzer und um 4:05 Uhr schossen die Zerstörer der Group I ihre Torpedos ab. Ein Torpedo traf den japanischen Zerstörer Asagumo.

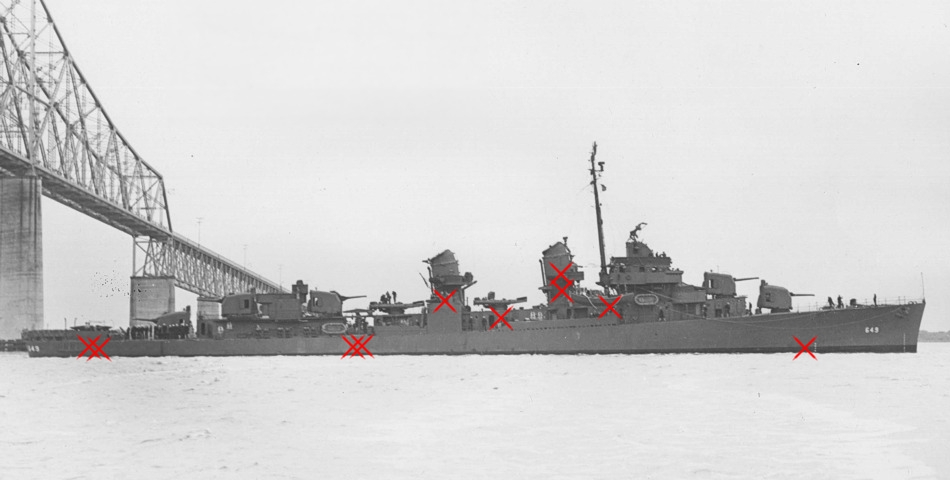
Lage der Treffer

Beim Abdrehen geriet die Group I sowohl von eigener als auch von feindlicher Seite unter Beschuss. Die Albert W. Grant war das letzte Schiff der in Kiellinie fahrenden Zerstörer. Bevor sie das Abdrehen einleiten konnte, wurde sie getroffen. Die ersten Treffer um 4:08 Uhr lagen auf der Wasserlinie des Vorschiffs, wodurch eine Last und das vordere Mannschaftsdeck geflutet wurden, führten zur Explosion der Munition des 40-mm-Geschützes #1 und trafen die Aufbauten hinter der Brücke auf Steuerbordseite, wodurch der Schiffsarzt Lieutenant C.A. Methieu, fünf Funker und nahezu der gesamte dort befindliche Leckabwehrtrupp getötet wurde. Des Weiteren wurden der vordere Schornstein, das Backbord-Beiboot, die Kombüse, die Wäscherei, das hintere Mannschaftsdeck sowie der vordere Maschinenraum getroffen. Licht, BÜ, Radar und Funk sowie der Antrieb waren ausgefallen. Insgesamt wurde sie von sieben japanischen 120-mm-Granaten und elf amerikanischen 6"-AP-Granaten getroffen. 38 Mann fielen und 104 wurden verwundet. Um 5:15 Uhr liefen USS Newcomb und USS Richard P. Leary zu ihrem Schwesterschiff zurück, um Hilfe zu leisten. Der Schiffsarzt und zwei Sanitäter der USS Newcomb setzten zur USS Albert W. Grant über, um die medizinische Versorgung der Verwundeten zu übernehmen, die nach dem Tod von Lt Methieu durch Pharmacist Mate 2nd Class W. H. Swaim, Jr. mit Unterstützung von Chief Commissary Steward L.M. Holmes und Sonarman J.C. O’Neill, Jr. geleistet wurde. Um 6:30 Uhr nahm die USS Newcomb ihr Schwesterschiff in Schlepp und verließ die Surigaostraße. Von Nishimuras Gruppe blieb nur ein Zerstörer, die Shigure, übrig.
Es gelang der Besatzung den Antrieb zu reparieren, so dass sich die USS Albert W. Grant trotz Buglastigkeit und starker Schlagseite nach Backbord in die amerikanisch kontrollierten Gewässer des Golf von Leyte zurückziehen konnte. Auf der Fahrt nach Leyte wetterte sie einen Taifun ab, bevor sie die Reede vor Leyte erreichte. Nach provisorischen Reparaturen wurde sie mit Stopps in Seeadlerhafen und Majuro von USS Hidatsa nach Pearl Harbor geschleppt. Dort lief der Schleppverband am 29. November ein. Drei Tage später nahm der Zerstörer Kurs auf die Westküste der Vereinigten Staaten. Am 9. Dezember 1944 erreichte das Schiff die Mare Island Naval Shipyard, wo die Reparaturarbeiten durchgeführt wurden.

### 1945
Die Albert W. Grant verließ die Werft am 11. März 1945 und nahm Kurs auf Pearl Harbor. Nach dem Abschluss der Ausbildung ihrer Besatzung verlegte sie am 23. April nach Leyte, wo sie am 13. Mai ankam. Am 3. Juni traf sie vor Manila die Boise, auf der sich General of the Army Douglas MacArthur befand. Sie eskortierte den Kreuzer, bis sie in die Brunei-Bucht befohlen wurde, um dort auf die TG 78.1 zu treffen, mit der sie am 10. Juni an der Operation Oboe Six, der Landung in der Brunei-Bucht, teilnahm. Vom 11. bis 15. Juni eskortierte sie erneut die Boise auf MacArthurs Truppenbesuch. Sie blieb bis 27. Juni in der Manilabucht, um anschließend vom 30. Juni bis 9. Juli an der Schlacht um Balikpapan teilzunehmen. Am 14. Juli lief die Albert W. Grant wieder in Manila ein. Sie traf anschließend auf Eniwetok auf die TF 49, um im Nordpazifik eingesetzt zu werden. Auf dem Weg nach Adak, Alaska erreichte sie die Nachricht von der japanischen Kapitulation am 15. August. Die TF 49 nahm Kurs auf Ōminato in Japan. Der Verband erreichte am 8. September Honshū und ankerte am 10. September 1945 vor Ominato. Die Albert W. Grant blieb bis Mitte November in Japan. Am 2. Dezember 1945 lief sie in Seattle ein und wurde überholt. Sie wurde am 16. Juli 1946 in San Diego außer Dienst gestellt und blieb bis 1971 in der Reserveflotte eingemottet.

## Verbleib
Am 30. Mai 1972 wurde das Schiff zum Abbruch verkauft.

## Auszeichnungen
Die USS Newcomb erhielt sieben Battle Stars und eine Navy Unit Commendation.